# Ugratara Janagal
Ugratara Janagal (Nepali उग्रतारा जनागाल) ist ein Village Development Committee (VDC) in Nepal im Distrikt Kabhrepalanchok.
Das VDC Ugratara Janagal liegt westlich von Banepa. Die Fernstraße Araniko Rajmarg verläuft durch das VDC.

## Einwohner
Bei der Volkszählung 2011 hatte das VDC Ugratara Janagal 6953 Einwohner (davon 3464 männlich) in 1634 Haushalten.